# Taraghin
Taraghin (em árabe: تاراغين; romaniz.: Taraghin) é uma localidade do distrito de Murzuque, Líbia. Está a 2 quilômetros de Tragane , 15,4 de Fungul e Magua, 15,5 de Zaituna e 23,5 de Talibe. Segundo censo de 2012, havia 5 011 residentes.